# Wikipedia tiếng Hạ Saxon của Hà Lan
Wikipedia tiếng Hạ Saxon của Hà Lan là một phiên bản Wikipedia, một bách khoa toàn thư mở.